# Gigson
『Gigson』（ギグソン）は、後藤邑子の1作目のミニアルバムで、アルバム通算では4作目となる。2010年9月22日にLantisから発売された。

## 概要
前作『ごとそん』から約8ヶ月でのリリース。自身初となるミニアルバム。
前作の『ごとそん』は、全てアニメソングをカバーしたカバーアルバムであったが、本作は『GO TO SONG 2』以来の自身のオリジナル楽曲が収録されている。
1曲目の「AMELIA」は、テレビアニメ『祝福のカンパネラ』の後期エンディングテーマとして使用された。また、PVも製作され本作のリード曲となっている。PVはCD EXTRAに収録されている。
6曲目の「さよならポニーテール」は、後藤邑子、橋本みゆき、荻原秀樹、小野大輔で結成されている「プアゾン」が歌っている。
本作は、「ギリギリGo my way!」や「恋金魚的歌」などのライヴをテーマにしているエンターテイメント性を追求した作品となっている。

## 収録曲
1. AMELIA [4:56]
作詞・作曲：後藤邑子、編曲：田辺トシノ
2. ギリギリGo my way! [3:46]
作詞：橋本みゆき、作曲：一番星☆光、編曲：宮崎京一
3. 恋金魚的歌 [3:32]
作詞：後藤邑子、作曲・編曲：米田直之
4. challenge & smile! [4:18]
作詞：lotta、作曲：浅野高弘、編曲：lotta
5. Daydream breeder [4:02]
作詞：畑亜貴、作曲：宮島律子、編曲：Funta7
6. さよならポニーテール [3:48]
歌：プアゾン
作詞：橋本みゆき、作曲・編曲：MuSiK

## タイアップ
| 曲名   | タイアップ                                         |
| ------ | -------------------------------------------------- |
| AMELIA | テレビアニメ『祝福のカンパネラ』エンディングテーマ |